# 興隆淨寺
興隆淨寺，原名興隆寺，老一輩左營人亦稱觀音亭，為高雄左營古剎，主祀釋迦牟尼佛及觀世音菩薩，同祀原舊城內龜峯巖之天上聖母（樓仔頂媽）。

## 沿革
據興隆寺所存〈開山碑〉所載，該寺原建於清康熙二十八年（1689年），由臨濟宗僧侶勝芝、茂義、茂伽等，創建佛寺於舊城內龜山山麓，清康熙五十八年（1719年）知縣李丕煜重建，額「興隆寺」，寺後有石磴，屈曲數層，通天后宮，陡其顛，煙海晴波，平沙落雁，皆在目前，可供遠眺。清乾隆五十八年（1793年），清光緒十一年（1885年）曾兩次重修，廟租達160石。
日治時代末期，龜山和舊城被日本人列為軍事要塞而勒令觀音亭拆遷，乃寄佛菩薩聖像於左營啟明堂和左營豐穀宮，而地方善信對佛、神的崇敬彌堅，昭和18年（1943年）間排除萬難，集資興建於新吉莊現址。
後於民國四十七年，得鄉紳興南磚廠李得地居士倡建，乃重建大雄寶殿，並於民國五十年，禮請嘉義半天岩紫雲寺上天下乙法師晉山擔任住持。天乙法師屢職後，苦心孤詣、竭力擘創，先是購地五百坪作為擴建寺宇之用地，繼而塑造大佛像暨五百羅漢，且增建兩廂樓房，整理庭園造景，使之成為當今高雄市自然樸實清幽的佛教聖地。

## 祀佛菩薩
大雄寶殿：釋迦牟尼佛、五方佛、觀世音菩薩、地藏菩薩、彌勒菩薩、韋馱菩薩、伽藍菩薩、五百羅漢
延壽堂：觀世音菩薩、天上聖母
功德堂：地藏菩薩
藥師堂：藥師佛
準提堂：準提菩薩、天上聖母、三官大帝

## 歷史文物
- 開山碑：記載建寺的源由。
- 去思碑：原嵌於天后宮龍邊，記載楊毓健之事蹟。
- 大邑侯譚公德政碑文：原嵌於天后宮虎邊，記載譚垣之事蹟。

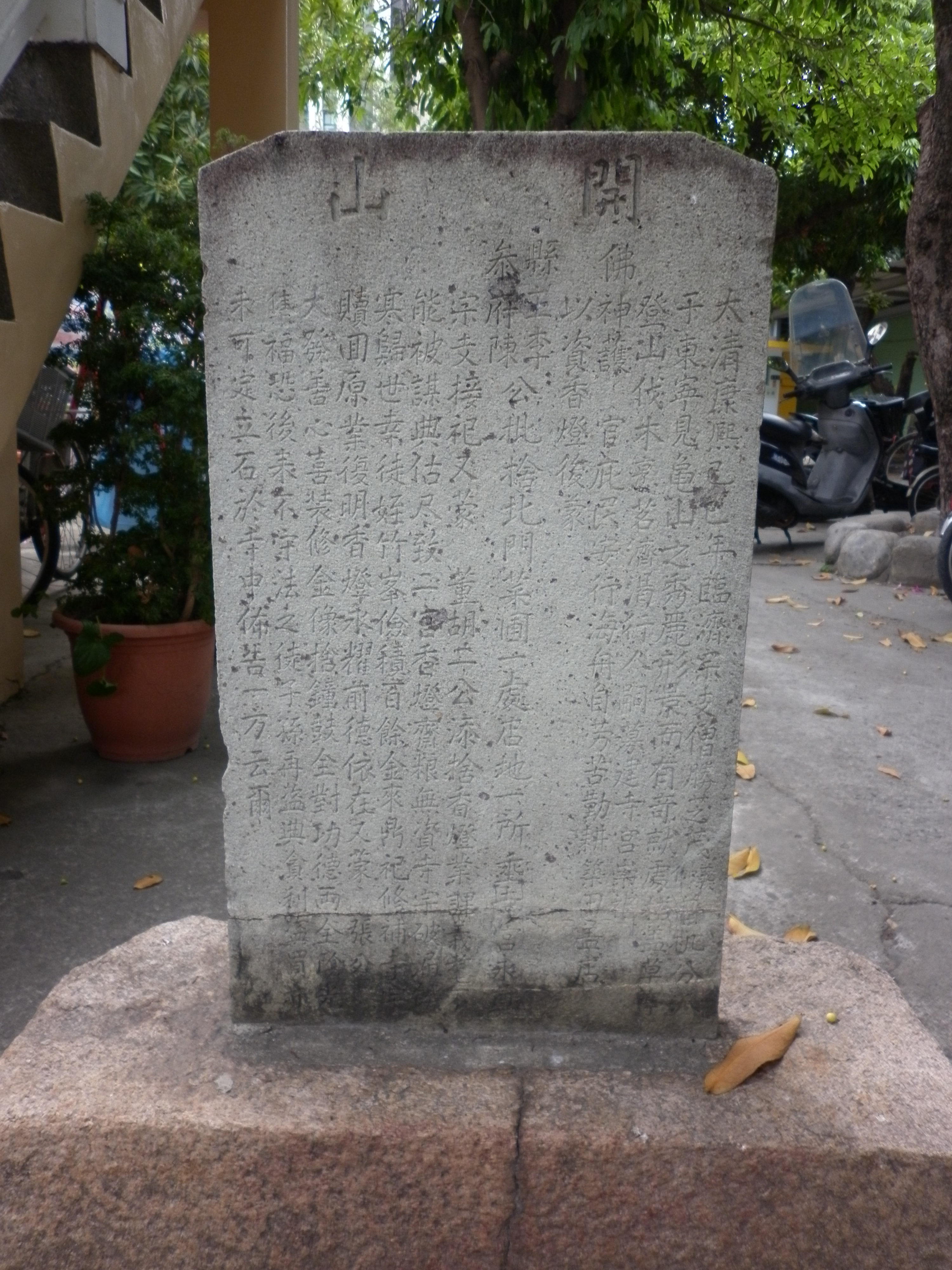
開山碑
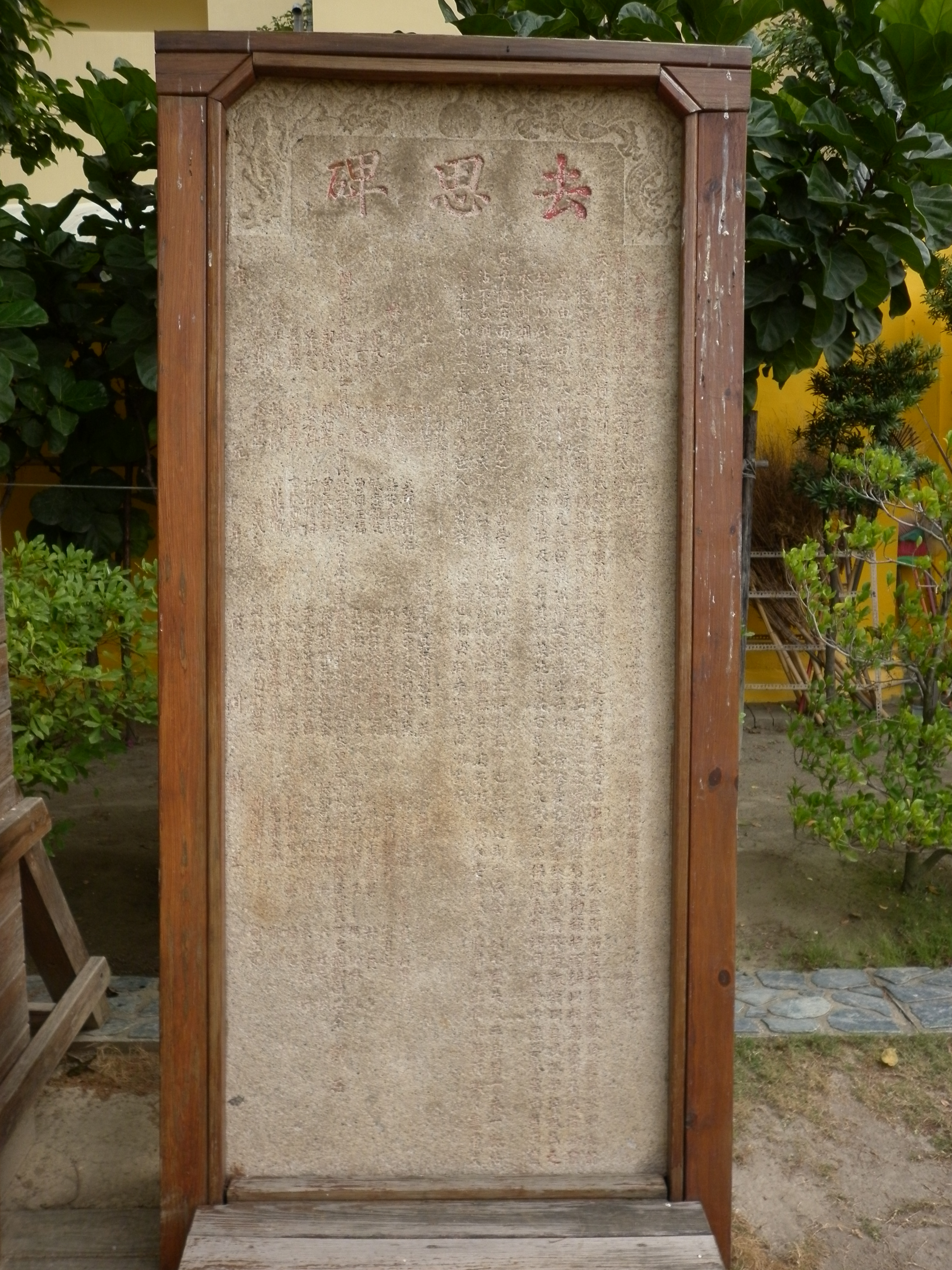
去思碑
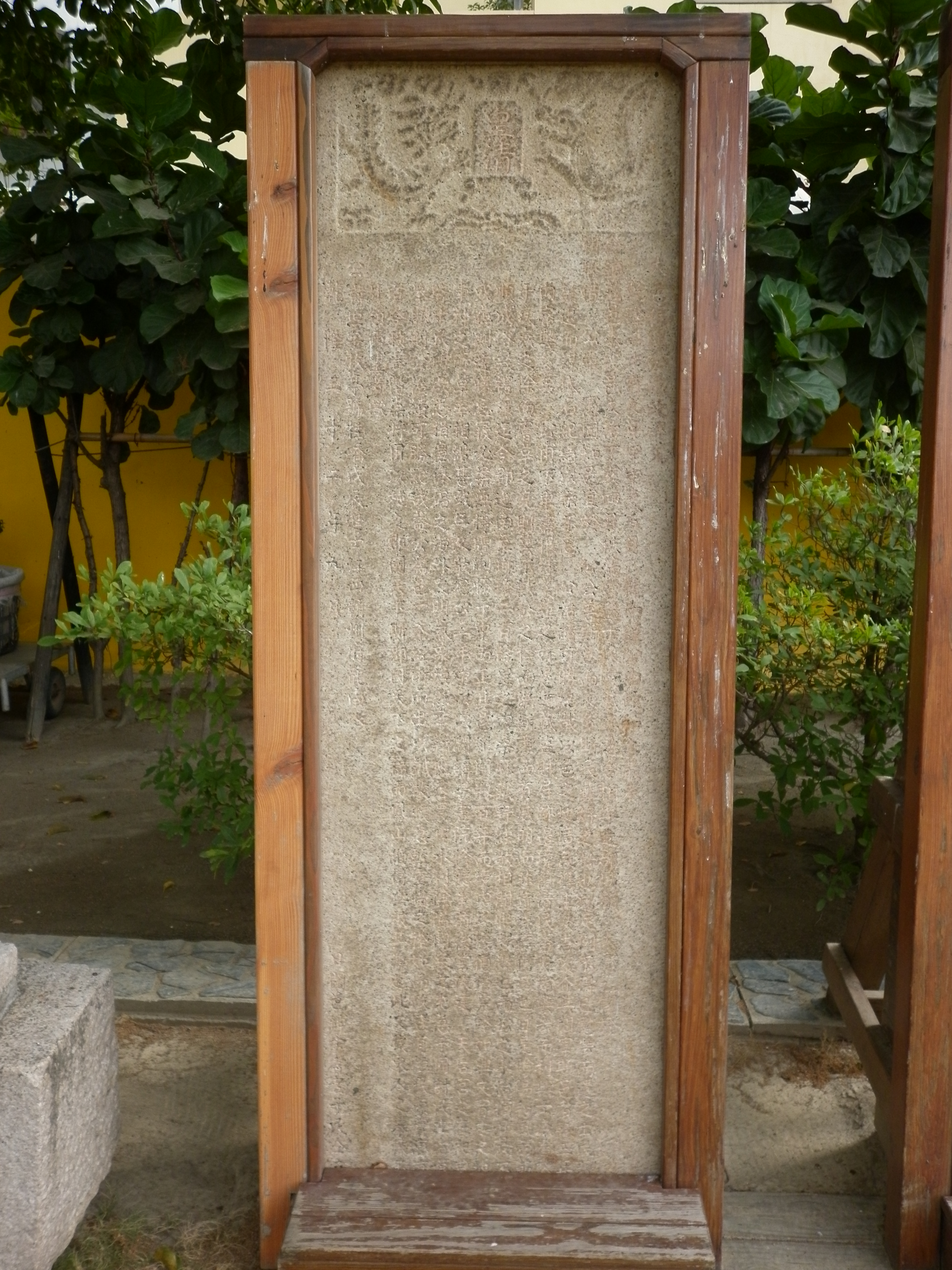
大邑侯譚公德政碑文

## 外部連結
- 興隆淨寺 （页面存档备份，存于）
- 興隆淨寺 SLJT